# Ланденульф II (князь Капуанський)
Ланденульф II (†993), князь Капуанський (982—993), один з наймолодших синів князя Пандульфа Залізної Голови. Спадкував капуанський престол після убивства брата князя Ландульфа VI.
Був юним і правив разом з матір'ю Алоарою до її смерті в 992. Наступного року на Великдень його брат Лайдульф, граф Теано намовив мешканців Капуї убити Ланденульфа.